# 熊河水库
熊河水库位于中国湖北省枣阳市熊集镇南，是以防洪为主，兼有发电、灌溉、养殖等功能的大（二）型水库。
已设立青龙山熊河风景区，有八大峡谷，6个全岛和38个半岛。